# Блуфилд (Виргиния)
Блуфилд (англ. Bluefield) — город в округе Тазуэлл  в штате Виргиния США. По данным переписи 2020 года, численность населения составляла 5096 человек.

## Население
| 2010 | 2020  |
| ---- | ----- |
| 5444 | ↘5096 |